# Бучнев, Вячеслав Михайлович
Вячеслав Михайлович Бучнев (31 марта 1959, с. Николаевка, Тайшетский район, Иркутская область, РСФСР, СССР — 3 января 2015, Йошкар-Ола, Марий Эл, Россия) — советский и российский деятель органов внутренних дел. Начальник Управления внутренних дел по Кировской области с 17 сентября 2004 по 30 мая 2011. Министр внутренних дел по Республике Марий Эл с 30 мая 2011 по 3 января 2015. Генерал-майор полиции (2011).

## Биография
Родился 31 марта 1959 в селе Николаевка Тайшетского района Иркутской области.
В 1981 окончил Пермский политехнический институт. В 1994 окончил Московский юридический институт МВД России, а в 1998 — Академию управления МВД России.

### Карьера
С 1983 по 1993 — инспектор уголовного розыска спецкомендатуры № 4 в городе Березники Пермской области, старший оперуполномоченный, позднее заместитель начальника уголовного розыска, начальник городского отдела милиции.
С 1993 по 1999 — глава районного отдела, позднее глава управления внутренних дел города Соликамска.
С 1999 по 2002 — начальник управления уголовного розыска Главного управления внутренних дел Пермской области.
С 2002 по 2004 — первый заместитель начальника Главного управления внутренних дел Пермской области — начальник службы криминальной милиции.
В 2003 присвоено звание «генерал-майор милиции» после командировки в Чечню, где он 6 месяцев был главой службы криминальной милиции и заместителем начальника временной объединённой группировки органов и подразделений МВД РФ на Северном Кавказе.
С 17 сентября 2004 по 30 мая 2011 — начальник Управления внутренних дел по Кировской области.
Указом Президента Российской Федерации от 30 мая 2011 присвоено специальное звание «генерал-майор полиции».
С 30 мая 2011 по 3 января 2015 — министр внутренних дел по Республике Марий Эл.

### Гибель
3 января 2015 вернулся из отпуска на рабочее место и застрелился из наградного оружия. Тело Бучнева обнаружил его секретарь, услышавший выстрел. Следственный комитет Российской Федерации начал доследственную проверку по факту гибели генерала.
По словам депутата Государственной думы Российской Федерации Александра Хинштейна, сразу после праздников в отношении генерала должны были возбудить уголовное дело по статье 285 Уголовного кодекса Российской Федерации («Злоупотребление должностными полномочиями»): предполагалось, что Бучнев незаконно присвоил себе 3 квартиры. «Речь идёт о квартирах, которые генерал присвоил себе в местах его прежней службы — в Кирове и Перми», — рассказал Хинштейн в интервью газете «Московский комсомолец».
В свою очередь, источник в правоохранительных органах сообщил информационному агентству «ТАСС», что у МВД претензий к работе министра не было.
Губернатор Кировской области Никита Белых написал в своём «Твиттере», что 31 декабря разговаривал с Бучневым: «Ещё 31 декабря, когда поздравляли друг друга с Новым годом, договаривались встретиться. У него было отличное настроение…».
В феврале 2015 года Следственное управление Следственного комитета Российской Федерации завершило доследственную проверку по делу о самоубийстве Бучнева. По данным следствия, акт доведения его до самоубийства путём угроз, жестокого обращения или систематического унижения человеческого достоинства не имел места. Уголовное дело было решено не возбуждать в связи с отсутствием состава преступления.

## Награды
Государственные
- Медаль ордена «За заслуги перед Отечеством» I и II степеней

Ведомственные
- Медаль «За боевое содружество»
- Именное оружие — пистолет Макарова

Иные
- Благодарность Президента Российской Федерации (29 декабря 2003) — за активное участие в становлении государственно-правовых институтов в Чеченской Республике[11]

Региональные
- Почётный знак «За заслуги перед Кировской областью» (1 июня 2011) — за заслуги в обеспечении правопорядка и общественной безопасности на территории области[12][13]